# 4AD
4AD es una compañía discográfica independiente inglesa que fue fundado en 1979 por Ivo Watts-Russell y Peter Kent con el apoyo económico de Beggars Banquet Records. Actualmente forma parte del grupo Beggars.
El sello es conocido por haber contratado a artistas como Cocteau Twins, Dead Can Dance, Pixies y Throwing Muses, por el proyecto This Mortal Coil, por el diseño artístico de las portadas de sus discos y su único sistema de códigos de sus lanzamientos.

## Historia
4AD se formó originalmente bajo el nombre de Axis Records, pero debió ser cambiado, luego de editar cuatro sencillos, al comprobar que otro sello estaba usando el nombre Axis. La idea del nuevo nombre surgió de un folleto promocional que el sello editó para avisar de sus nuevos lanzamientos, el cual incluía tipografía que hacía referencia al año nuevo y a la idea de progreso:
1980 FORWARD

1980 FWD

1984 AD

4AD
El sello fue fundado por Ivo-Watts Russell y Peter Kent, quien dejó el mismo para fundar otro sello que también contó con la financiación de Beggars Banquet: Situation Two Records. Watts-Russell invitó al diseñador gráfico Vaughan Oliver para que se encargara de diseñar las portadas de los lanzamientos del sello, lo cual le daría identidad a los mismos y al sello.
A mediados de los años 80 algunos artistas del sello, como Cocteau Twins y Dead Can Dance, atrajeron a seguidores de culto que le dieron notoriedad a 4AD, y el sello contrató a artistas estadounidenses del underground como Throwing Muses y Pixies. En 1987 el sello tuvo un éxito que llegó al primer puesto de las listas británicas con el collage sonoro "Pump Up The Volume" de M/A/R/R/S. El sello también editó el primer single del grupo de rock gótico Bauhaus y editó material de The Birthday Party. El estilo de muchas de las bandas que el sello contrató destacaba por su uso de guitarras etéreas y atmósferas oscuras. Watts-Russell formó This Mortal Coil, un proyecto en el que participaron integrantes de varias bandas que el sello había contratado.
En los años 1990, 4AD obtuvo un contrato de distribución con Warner Records, abrió dos oficinas en Estados Unidos (una en Nueva York, dirigida por Robin Hurley y otra en Los Ángeles) y tuvo éxito con bandas como The Breeders (de la que formaba parte Kim Deal, exintegrante de Pixies), Lush, Red House Painters, Unrest, y His Name Is Alive. En 1999 Watts-Russell vendió su parte de la compañía a Beggars Group, pero el sello siguió con su actividad. 4AD también tiene dos subsellos, Detox Artifacts UK y Guernica.

## Artistas actuales
- Ariel Pink
- Atlas Sound (excepto en Estados Unidos)
- Beirut (excepto en Estados Unidos)
- Blonde Redhead
- Bon Iver (excepto en Estados Unidos)
- The Breeders
- Camera Obscura
- D.D Dumber
- Daughter
- Deerhunter (excepto en Estados Unidos)
- Department of Eagles
- EL VY
- Future Island
- Gang Gang Dance
- Grimes
- Holly Herdon
- Jóhann Jóhannsson
- The Late Cord
- The Lemon Twigs
- Liima
- LNZNZRF
- M. Ward (excepto en Estados Unidos y Canadá)
- Merchandise
- Methyl Ethel
- Minotaur Shock
- The Mountain Goats
- The National
- Pixx
- Purity Ring
- Scott Walker
- SOHN
- Søren Juul
- Stereolab
- Tim Hecker
- Tune-Yards
- TV on the Radio (excepto en Estados Unidos y Canadá)
- U.S. Girls
- Velvet Negroni
- Wynter Gordon (bajo su nombre real, Diana Gordon)